# After Marriage
After Marriage er en amerikansk stumfilm fra 1925 instrueret af Norman Dawn.

## Medvirkende
- Margaret Livingston som Alma Lathrop
- George Fisher som David Morgan
- Helen Lynch som Lucille Spencer
- Herschel Mayall som James Morgan
- Annette Perry som Mrs. George Spencer
- Mary Young som Mrs. James Morgan
- Arthur Jasmine som Bob Munro